# Robert Hofacker
Robert Hofacker (* 22. Dezember 1967 in Bräunlingen) ist ein ehemaliger deutscher Fußballspieler und -trainer.

## Karriere als Spieler
Als Sechsjähriger kam er zum TuS Bräunlingen. Danach spielte er beim FV Donaueschingen in diversen Jugendmannschaften, sowie in der Landes- und Verbandsliga. 1991 wechselte er zum damaligen Bundesligisten Stuttgarter Kickers, wo er neun Spiele bestritt. Nach dem Abstieg spielte er insgesamt vier Jahre in der zweiten Liga und zwei Jahre in der Regionalliga für die Kickers. 2001 ging er schließlich zum SSV Reutlingen 05, für den er zwei Spielzeiten aktiv war. Anschließend spielte er für diesen Verein noch bis 2004 in der Regional- bzw. Oberliga. 2004 beendete er seine aktive Laufbahn. Insgesamt lief er 130 Mal in der zweithöchsten Spielklasse auf und erzielte acht Tore.

## Nach Karriereende
Hofacker machte 2004 seinen Trainerschein. In der Saison 2005/06 trainierte er den TSV Waldenbuch. Derzeit betreibt er eine Fußballschule.
Außerdem ist er Maklerbetreuer der Stuttgarter Versicherung. Im Jahr 2014 betreute er für zwei Monate den VfL Pfullingen, in der Saison 2014/15 war er Cheftrainer des SSV Reutlingen 05 in der Oberliga.